# Lalkowa Szczerbina
Lalkowa Szczerbina (niem. Puppenkerbe, słow. Lalková štrbina, węg. Békás-babai-rés) – przełączka w południowo-zachodniej, opadającej do Czarnostawiańskiego Kotła grani Żabiego Mnicha w Tatrach Polskich. Znajduje się w niej pomiędzy Niżnią Lalkową Turniczką i Pośrednią Lalkową Turniczką. Ku orograficznie prawej stronie opada z przełączki depresja, niżej przechodząca w płytkie, ledwo zauważalne, trawiaste koryto uchodzące na Białczański Upłaz. Jest to najniżej położony żlebek przecinający ten upłaz. Poniżej depresji znajduje się pas ścianek przeciętych żlebkami i kominkami. Na orograficznie lewą stronę, do Wyżniego Białczańskiego Żlebu przełączka opada skalnym urwiskiem, miejscami poprzerastanym trawkami.

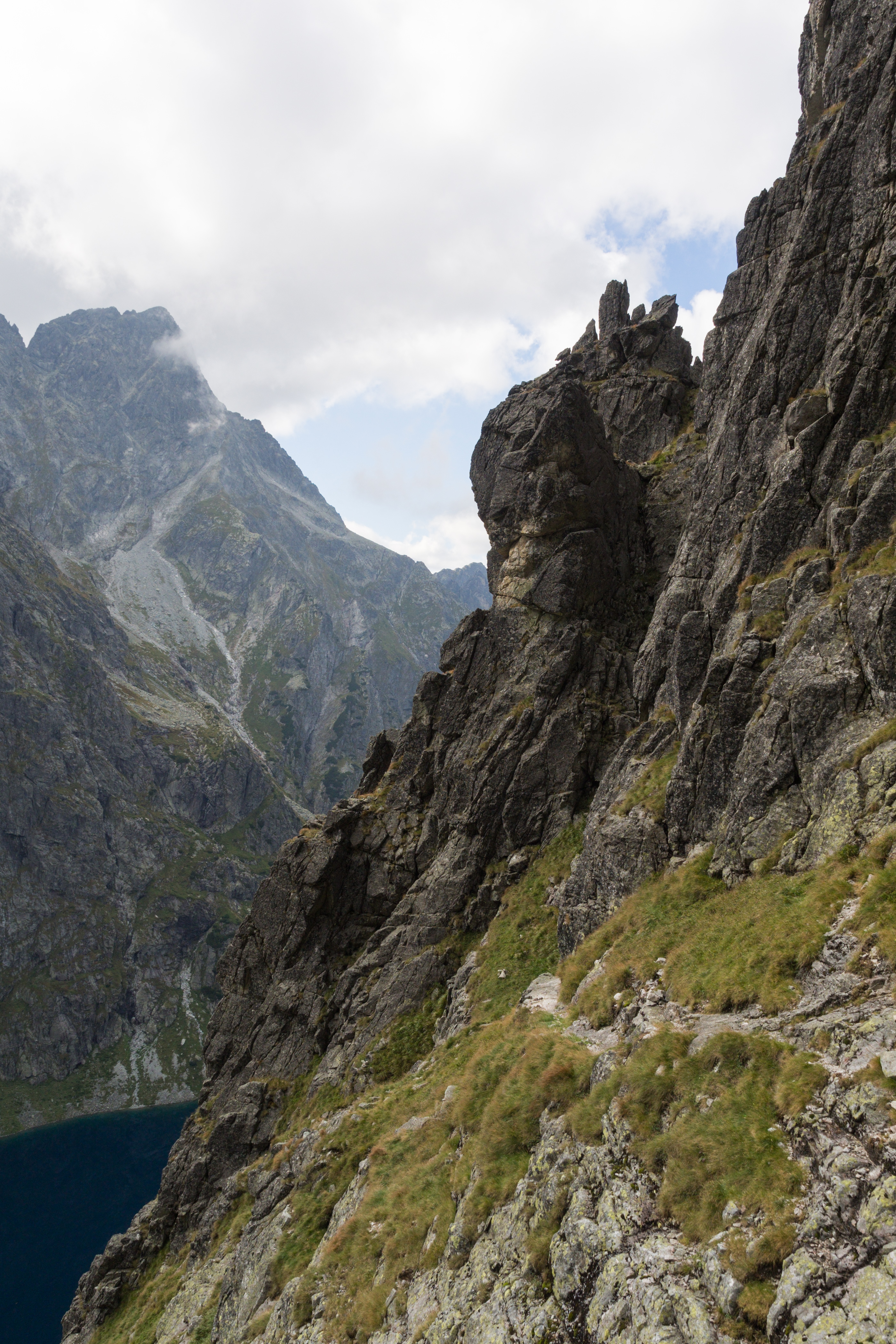
Niżnia Lalkowa Turniczka i Lalkowa Szczerbina – widok ze ścieżki taternickiej na Wyżnią Białczańską Przełęcz

Południowo-zachodnia grań Żabiego Mnicha udostępniona jest do wspinaczki skalnej i jest to jeden z najbardziej popularnych rejoonów wspinaczkowych nad Morskim Okiem. Przez Lalkową Szczerbinę prowadzi droga wspinaczkowa Południowo-zachodnią granią Żabiego Mnicha. Czas przejścia od Niżniego Lalkowego Przechodu na Wyżnią Białczańską Przełęcz 3 godz., trudność V w skali tatrzańskiej.
Autorem nazwy przełączki jest Władysław Cywiński.